# SöStB – Galantha bis Szobb
Die GALANTHA bis SZOBB waren vier Schlepptenderlokomotiven der k.k. Südöstlichen Staatsbahn (SöStB) Österreich-Ungarns.
Die SöStB stockte mit diesen vier Maschinen ihren Bestand an 1B-Personenzuglokomotiven auf.
Die Lokomotiven wurden 1850 von Maffei in München geliefert und erhielten die Namen GALANTHA, SELLYE, UDVARD und SZOBB und die Betriebsnummern 53–56.
Im Vergleich zu den ein Jahr später gelieferten GYULA bis MONOSTOR verfügten sie bereits über die moderne halbzylindrische Stehkesseldecke.
Als 1855 die SöStB an die Staats-Eisenbahn-Gesellschaft (StEG) verkauft wurde, erhielten die Maschinen zunächst die Betriebsnummern 370–373, ab 1873 336–339.
Alle vier wurden vor 1897 ausgemustert.